# 卡西弯脚虎
卡西弯脚虎（学名：Cyrtodactylus khasiensis）又名卡西裸趾虎，为壁虎科弯脚虎属的爬行动物。分布于印度梅加拉亚邦。该物种的模式产地在印度阿萨姆卡西丘陵。